# Моника Свитхарт
Моника Свитхарт (англ. Monica Sweetheart; род. 23 июня 1981, Бероун) — чешская порноактриса. В качестве её настоящего имени указывается Моника Листопадова (Monika Listopadová) или Моника Ракочова (Monika Rakoczyova).

## Карьера
В 18 лет начала сниматься в хардкор-порно, еще в Праге. Работала с такими известными студиями, как Private, Vivid, Hustler, Pure Play Media, Diabolic Video, New Sensations, Platinum X Pictures, Elegant Angel и Red Light District.

С 1999 по 2014 год снялась в 545 порнофильмах, в том числе в «My Plaything».

## Награды и номинации
| Год  | Церемония                                                          | Номинация                      | Работа                                                          | Результат |
| ---- | ------------------------------------------------------------------ | ------------------------------ | --------------------------------------------------------------- | --------- |
| 2001 | FICEB Ninfa Award Международного кинофестиваля эротики в Барселоне | Лучшая актриса второго плана   | Face Dance Obsession                                            | Победа    |
| 2002 | AVN Award                                                          | Лучшая новая старлетка         |                                                                 | Номинация |
| 2002 | XRCO Award                                                         | Лучшая новая старлетка         |                                                                 | Номинация |
| 2004 | AVN Award                                                          | Зарубежная актриса года        |                                                                 | Номинация |
| 2005 | AVN Award                                                          | Лучшая групповая сцена — видео | Eye of the Beholder(с Джессика Дрейк, Лезли Зен и Томми Ганном) | Номинация |
| 2007 | AVN Award                                                          | Лучшая сцена от первого лица   | Housewife 1 on 1 № 3) (с Кристианом)                            | Номинация |